# Tattvartha Sutra

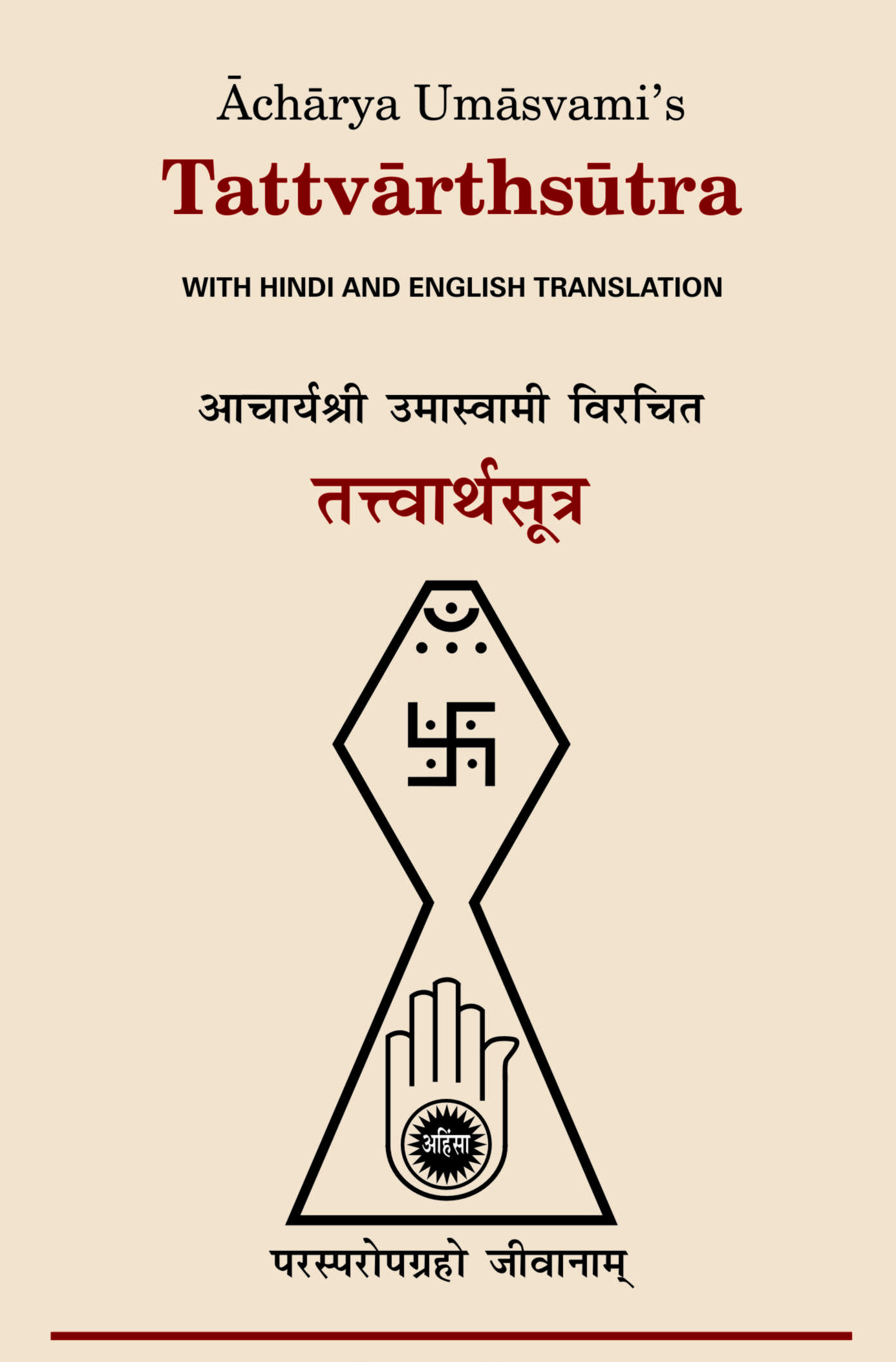
Couverture d'une traduction en anglais et hindi du Tattvartha Sutra.

Le Tattvartha Sutra appelé aussi Tattvarthadigama Sutra ou Shastra-Moksha est un des premiers textes du jaïnisme posant les fondements de cette religion. Il est reconnu à l'heure actuelle par les deux branches principales de ce courant (Digambara et Shvetambara), fait rare. C'est pourquoi les historiens pensent qu'il a été écrit avant le schisme, entre les Ve et IIe siècles av. J.-C.
Il est composé de dix chapitres écrits en sanskrit. Son titre se traduit par: La Vraie nature des réalités ou Le Manuel pour comprendre les réalités. Crédité à Umaswati, il pose les bases philosophiques et doctrinales du jaïnisme. Le premier chapitre porte sur le savoir et la connaissance; les trois suivants sur la cosmographie jaïne; le karma, les substances: les dravyas sont ensuite décrits. Le dernier chapitre parle de la libération: le moksha. L'ouvrage s'ouvre sur la mention des Trois Joyaux, dans leur version jaïn.

#### Traduction
- (hi + en) Vijay K. Jain (Ed.) , (1960), , (texte en hindi; trad. en anglais par Prof. S. A. Jain, 1960), Tattvârthsûtra, Dehradun, Vikalp Printers, 2011, xii + 161 p. (ISBN 8-190-36392-1, lire en ligne)

#### Études
- Nalini Balbir, À la découverte du jaïnisme, Paris, Le Cerf, 2024, 450 p. (ISBN 978-2-204-15952-4), p. 81-82; 155-156; 335-336; 411-412 et passim